# Tomáš Káňa
Tomáš Káňa (* 29. November 1987 in Opava, Tschechoslowakei) ist ein tschechischer Eishockeyspieler, der seit 2022 beim HK Opava in der 2. česká hokejová liga unter Vertrag steht. Sein Bruder Jan ist ebenfalls Eishockeyspieler.

## Karriere
Tomáš Káňa begann seine Karriere als Eishockeyspieler in der Nachwuchsabteilung des HC Vítkovice Steel, für dessen Profimannschaft er in der Saison 2004/05 sein Debüt in der Extraliga gab. Bei seinem einzigen Saisoneinsatz blieb er punkt- und straflos. In der Folgezeit setzte er sich im Profiteam des HC Vítkovice durch und spielte für diesen regelmäßig in der Extraliga. In der Saison 2006/07 wurde er gegen Saisonende an den BK Mladá Boleslav aus der zweitklassigen 1. Liga ausgeliehen. In der folgenden Spielzeit kam er überwiegend als Leihspieler für den Zweitligisten HC Sareza Ostrava und den Extraliga-Teilnehmer HC Slovan Ústečtí Lvi zum Einsatz. Mit Letzterem scheiterte er in der Relegation und seine Mannschaft stieg als Tabellenletzter in die 1. Liga ab. Nach dem Saisonende in Tschechen bestritt er zudem acht Spiele für die Alaska Aces in der ECHL, deren Kooperationspartner St. Louis Blues ihn bereits im NHL Entry Draft 2006 in der zweiten Runde als insgesamt 31. Spieler ausgewählt hatten.
In der Saison 2008/09 blieb Káňa in Nordamerika bei den Alaska Aces, mit denen er erst im Playoff-Finale um den Kelly Cup den South Carolina Stingrays unterlag. Parallel kam er zu 18 Einsätzen für die Peoria Rivermen in der American Hockey League. Nachdem er auch die folgende Spielzeit bei den Aces in der ECHL begonnen hatte, wurde er am 8. Dezember 2009 zusammen mit Brendan Bell im Tausch gegen Pascal Pelletier an die Columbus Blue Jackets abgegeben. Für diese bestritt er bis Saisonende sechs Spiele in der National Hockey League, bei denen er zwei Tore vorbereitete. Den Rest der Spielzeit verbrachte er allerdings bei deren AHL-Farmteam Syracuse Crunch. In der Saison 2010/11 spielt er für Columbus’ neues AHL-Farmteam Springfield Falcons. Zur Saison 2011/12 kehrte er zu seinem Heimatverein HC Vítkovice Steel aus der Extraliga zurück.
Seit Ende Oktober 2012 ist er bis Ende Januar 2013 an den Ligakonkurrenten HC Energie Karlovy Vary ausgeliehen, anschließend folgte eine Leihe an die Piráti Chomutov. In den folgenden Jahren folgten viele kurzzeitige Engagements in unterklassigen europäischen Ligen, unter anderem beim EHC Klostersee, HSC Csíkszereda, Zagłębie Sosnowiec und den Milton Keynes Lightning.

### International
Für Tschechien nahm Káňa im Juniorenbereich an der U18-Junioren-Weltmeisterschaft 2005 sowie den U20-Junioren-Weltmeisterschaften 2006 und 2007 teil.

## Statistik
(Stand: Ende der Saison 2015/16)